# Quattro Fontane

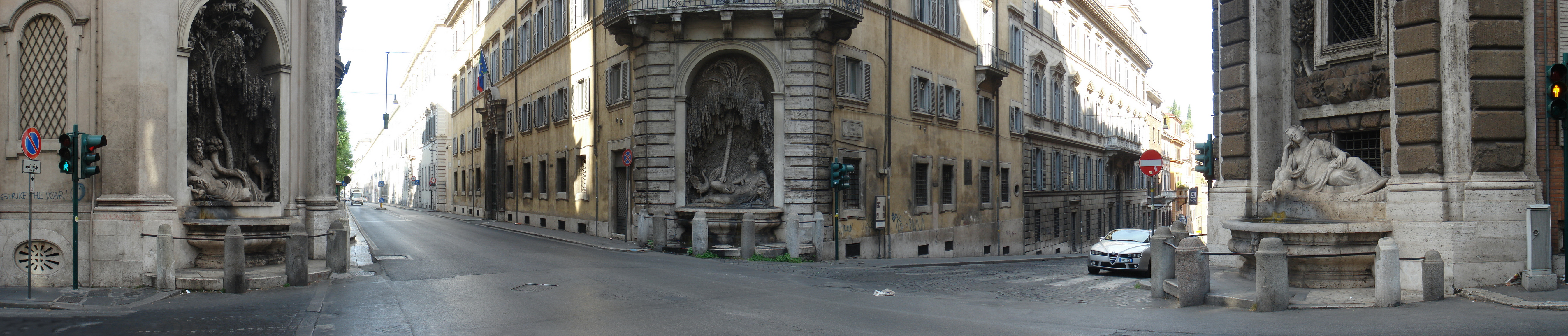
L'incrocio tra Via delle Quattro Fontane e Via del Quirinale in Roma (panorama a 270°).

Quattro Fontane è un incrocio di Roma tra le antiche Via Pia (oggi via del Quirinale-via XX Settembre, che prendeva il nome da Pio IV) e Via Felice (il percorso che da Trinità dei Monti porta alla Basilica di Santa Maria Maggiore, oggi via Sistina-via Quattro Fontane-via A.Depretis, che prendeva il nome di battesimo di Sisto V) è caratterizzato dalla presenza ai quattro angoli di quattro fontane, che danno il nome all'incrocio, all'omonima strada ed alla Chiesa di San Carlo alle Quattro Fontane, che Francesco Borromini costruì tra il 1638 e il 1663 (talvolta chiamata San Carlino). 
Caratteristica unica a Roma, dall'incrocio si possono vedere, in lontananza, l'Obelisco Esquilino presso Santa Maria Maggiore (a sud-est), l'Obelisco Sallustiano presso Trinità dei Monti (a nord-ovest), l'Obelisco del Quirinale (a sud-ovest) e la michelangiolesca facciata interna di Porta Pia (a nord-est).

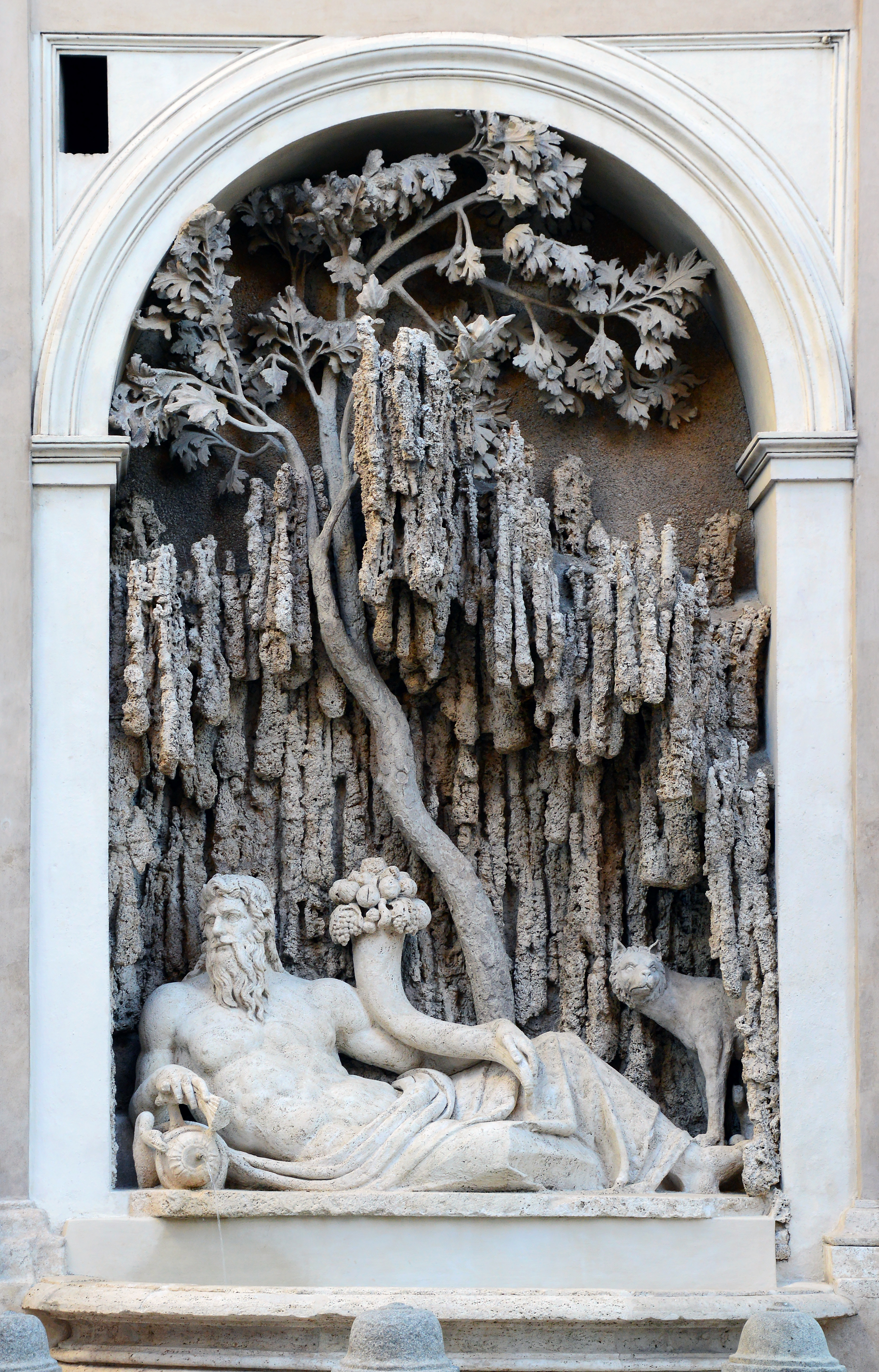
Il Tevere (rione Monti)

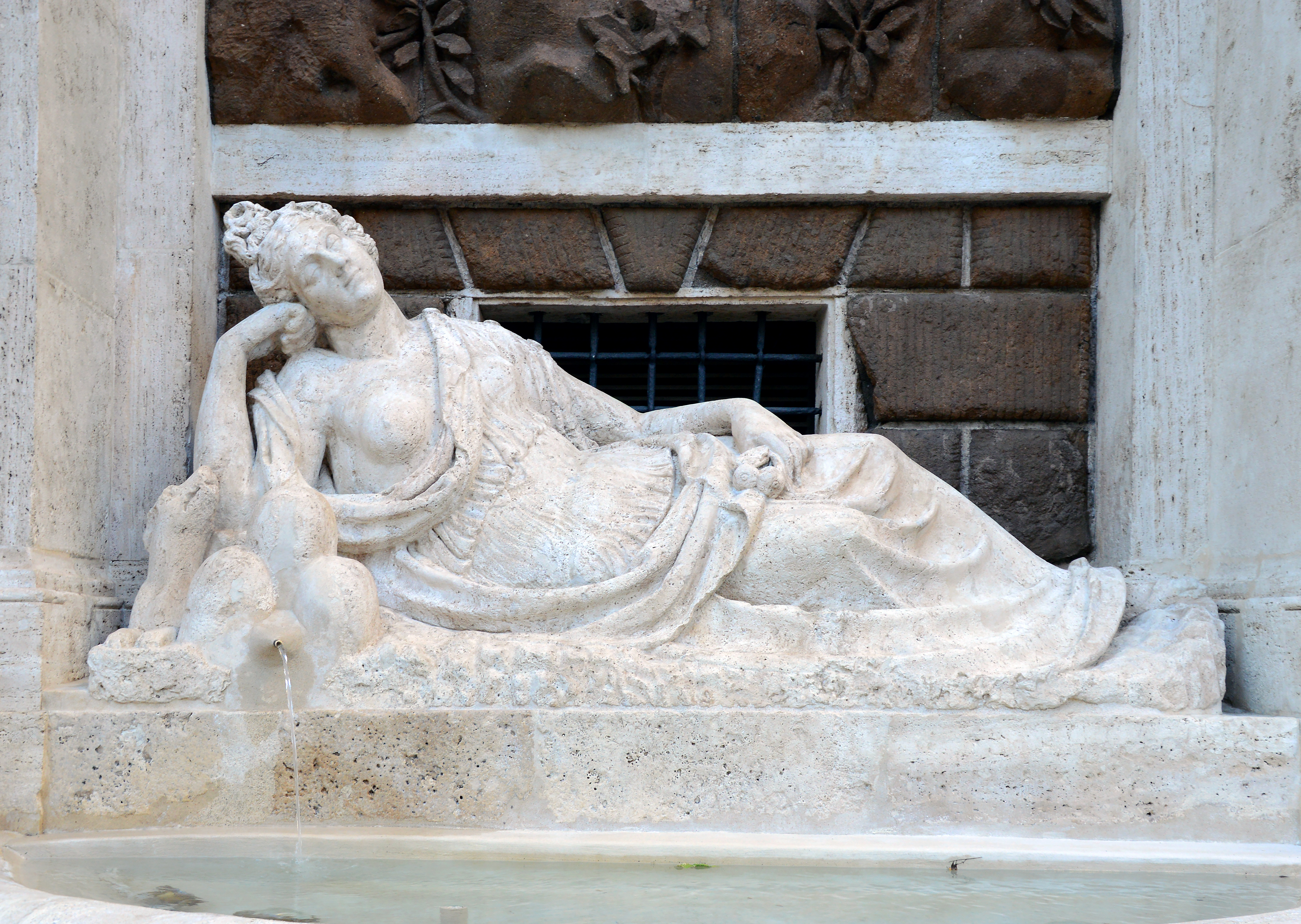
Diana (rione Trevi)

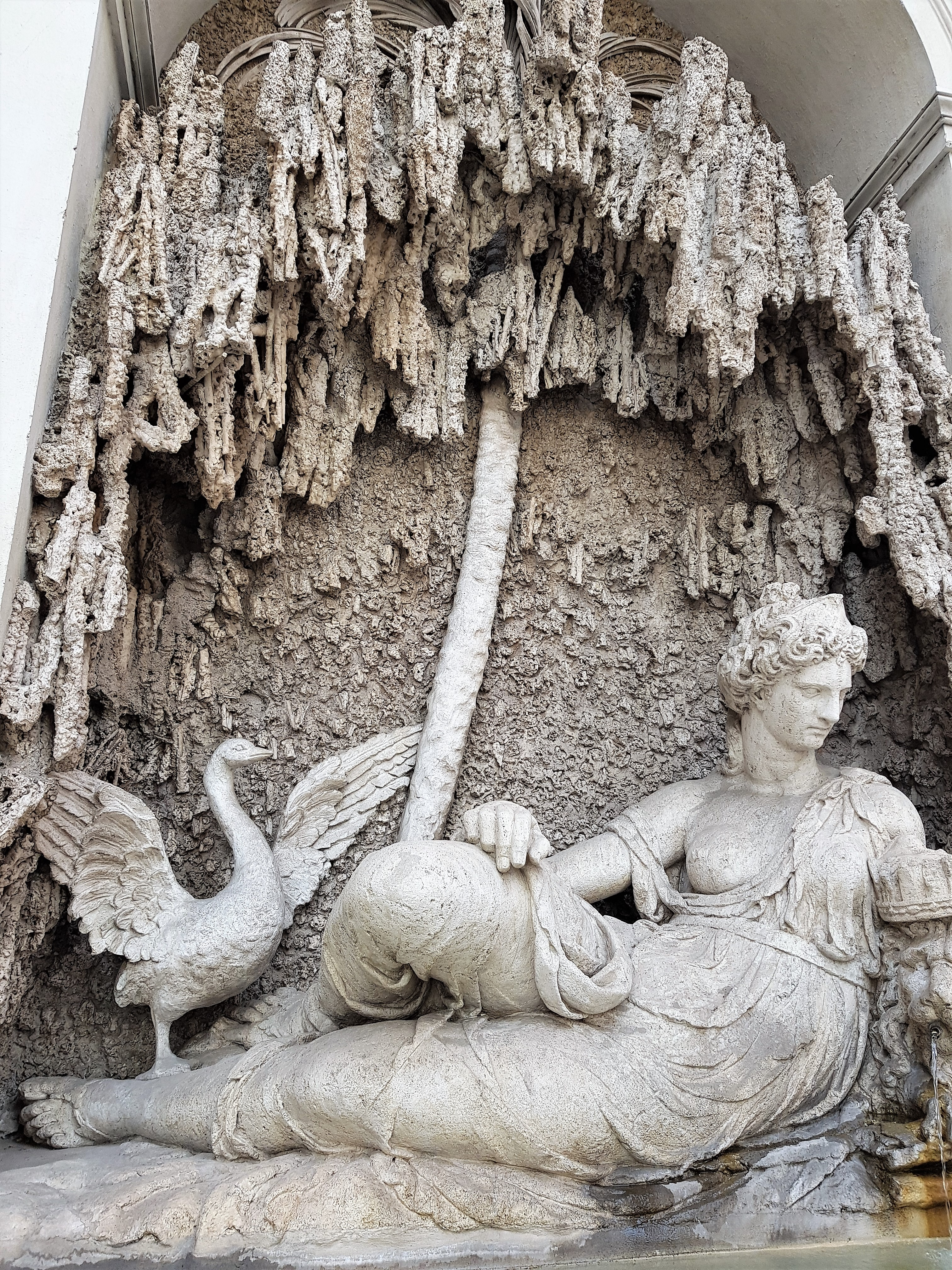
Giunone (rione Trevi)

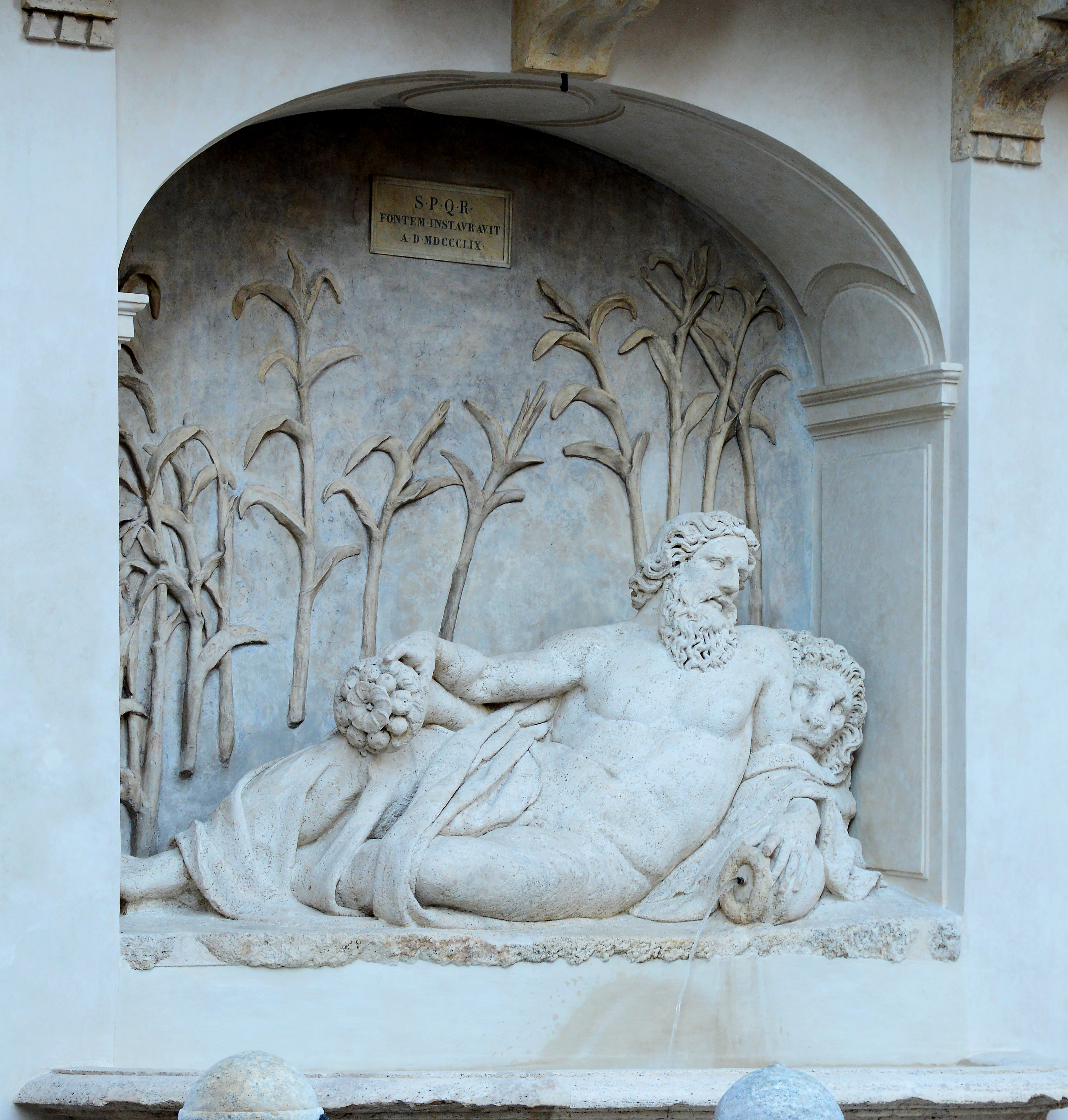
L'Arno (rione Castro Pretorio)

## Storia
Sin dagli inizi del secolo XVI il colle Quirinale o, come in età contemporanea era conosciuto, Monte Cavallo, era interessato da una crescente attività edilizia a partire da quello che diventerà il palazzo papale, che a più riprese era fatto oggetto di ampliamenti condizionando tutta l'attività edilizia nell'area circostante. Successivamente ai grandi lavori di livellamento e rettificazione del percorso di crinale della Alta Semita iniziati e condotti a termine da Pio IV (sulla lapide di Porta Pia si legge: PIVS IIII / PONT. MAX. / SVBLATA NOMENTANA EXSTRVXIT / VIAM PIAM / AEQVATA ALTA SEMITA DVXIT), e alla vigorosa attività edilizia e urbanistica di Sisto V con il tracciamento di nuovi assi viari nella zona nord-orientale della città ancora in gran parte disabitata, venne successivamente terminato nel 1587 il restauro ed il ripristino dell'antico Acquedotto alessandrino, chiamato da allora “Acqua Felice” dal nome del papa, al secolo Felice Peretti, sotto il cui pontificato venne terminata l'opera. Come era stato fatto in precedenza per l'Aqua Virgo, furono iniziati i lavori per una ramificazione sotterranea secondaria del condotto, in modo da assicurare l'approvvigionamento idrico delle zone dei colli Viminale e Quirinale, allora scarsamente serviti, e venne di conseguenza progettata anche l'edificazione di un certo numero di fontane. Dopo la Fontana del Mosè e contemporaneamente alla Fontana dei Dioscuri posta davanti al palazzo del Quirinale, Sisto V volle che l'incrocio tra quelle due importanti arterie, pressoché ortogonale, avesse un degno ornamento. Inizialmente gli vennero proposte quattro statue sacre, ma il pontefice era talmente entusiasta del “suo” acquedotto che preferì una fontana. Il progetto (il cui autore ci è ignoto) sviluppò invece una fontana per ogni angolo del quadrivio, anche per non intralciare il traffico urbano. 
Sisto V aveva però speso talmente tanto per la realizzazione dell'acquedotto e per la Fontana del Mosè che per questa nuova opera ricorse ad un espediente che in futuro riscosse un certo favore: affidarsi alla munificenza dei privati, in modo che le fontane fossero “semipubbliche”. Del resto dell'acqua fornita dall'acquedotto sistino fino a Monte Cavallo non godevano solo i proprietari del Quirinale, ma anche i proprietari dei terreni che insistevano in prossimità del percorso dell'acquedotto. Sicché Muzio Mattei, che già qualche anno prima aveva insistito ed ottenuto che si costruisse la Fontana delle Tartarughe davanti al suo palazzo di Sant'Angelo, e che possedeva, in corrispondenza dell'incrocio, terreni che la via oggi delle Quattro Fontane aveva ben valorizzato pur tagliandoli in due, offrì il suo finanziamento per la costruzione di due delle quattro fontane. Le altre due vennero finanziate da monsignor Grimani, e da un Giacomo Gridenzoni (o Gridenzani) cremonese, che avevano proprietà sull'incrocio.
Le quattro opere in travertino (ma in realtà è più corretto parlare di una sola opera suddivisa in quattro parti) furono realizzate tra il 1588 e il 1593, sfruttando delle nicchie rettangolari di diversa dimensione, appositamente ricavate negli angoli dei palazzi. I soggetti, tutti diversi, sono però raggruppati a coppie analoghe: due figure maschili barbute, allegorie del Tevere e dell'Arno, che fronteggiano rispettivamente due femminili, che rappresentano Diana e Giunone. Le prime due simboleggiano Roma e Firenze, mentre quelle di Diana e Giunone sono simbolo rispettivamente di Fedeltà e Fortezza. Tutte le figure sono sdraiate su un fianco, con l'acqua che si riversa in piccole vasche semicircolari. Tevere e Giunone hanno un ricco sfondo decorato (nel primo gruppo è ovviamente presente la lupa), mentre quello dell'Arno è molto più piccolo, con un semplice rilievo di vegetazione da cui spunta un leone, e Diana non ne possiede affatto, ma è fornita di alcuni elementi caratteristici delle insegne di papa Sisto V (la stella e la testa di leone scolpiti sulla vasca e il trimonzio su cui la figura poggia il gomito).
Il disegno delle fontane del Tevere, dell'Arno e di Giunone è forse di Domenico Fontana, che aveva progettato la via, anche se ormai gli storici dell'arte tendono ad attribuire a Pietro Paolo Olivieri l'Arno e il Giunone (ma esistono diversi dubbi sull'attribuzione del Tevere). La quarta, quella di Diana che volge le spalle a nord, è attribuita a Pietro da Cortona. Le realizzazioni sono state affidate a scultori sconosciuti.
L'incrocio sul quale insistono le fontane è oggi il punto di raccordo di tre rioni diversi: Monti, Trevi e Castro Pretorio.
Nell'estate 2009 la fontana rappresentante il Tevere è stata danneggiata; il ritrovamento del frammento mancante ha tuttavia permesso l'avvio dei lavori di restauro.

## Altre immagini

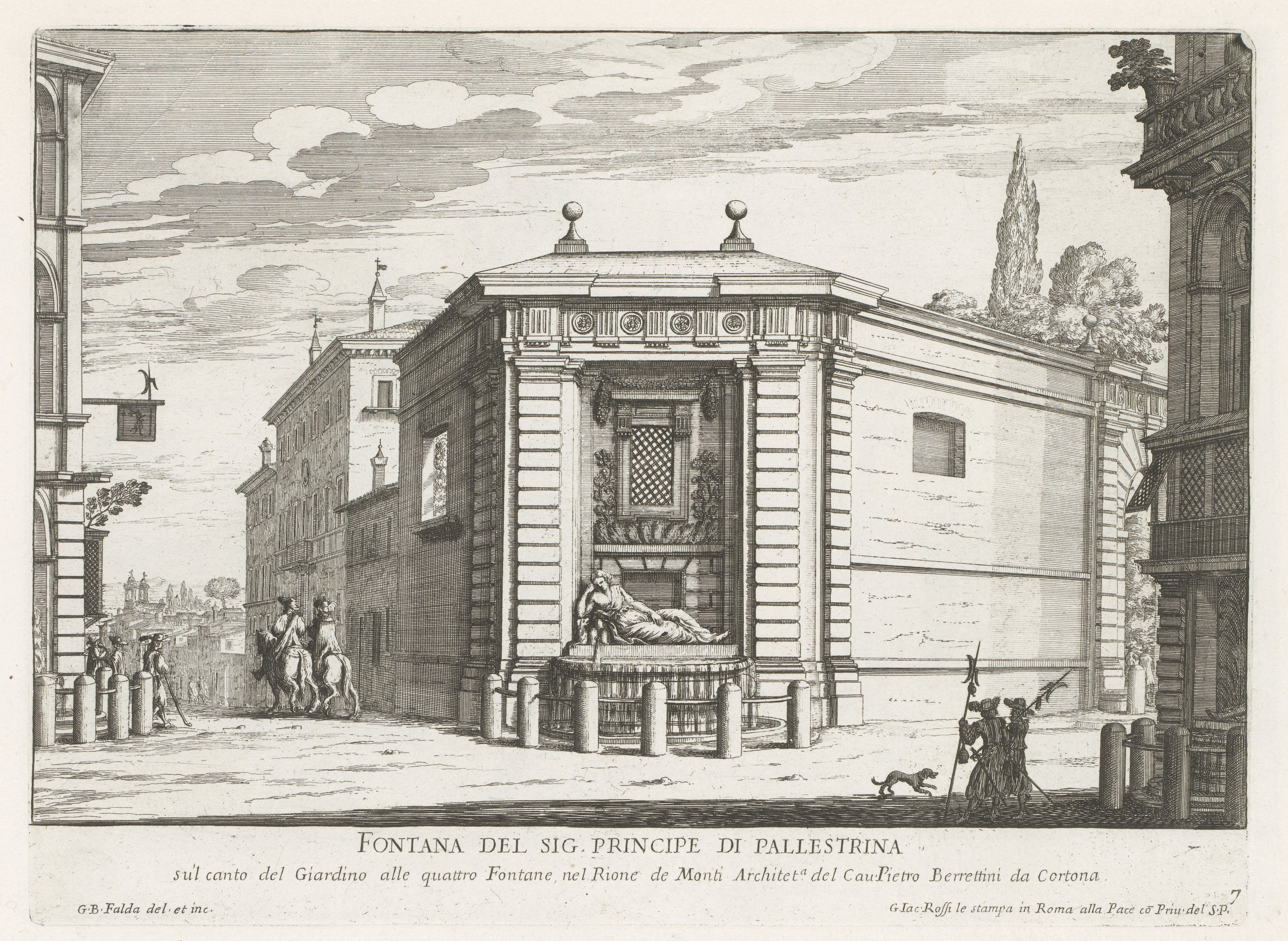
La fontana di Diana presso l'angolo dei giardini di palazzo Barberini